# 東急三島駅前ビル
東急三島駅前ビル（とうきゅうみしまえきまえビル）は静岡県三島市一番町にある複合ビル。宿泊施設の「富士山三島東急ホテル」と商業施設「ミトワみしま」から構成される。2020年6月30日開業。三島駅南口の立地で、隣接する伊豆箱根鉄道駅とは連絡通路で繋がっている。

## 施設概要

### 宿泊施設
東急ホテルズ運営の「富士山三島東急ホテル」。静岡県東部地域では1997年から2011年まで営業していた「沼津東急ホテル」以来の進出。
1階にエントランス、2階にフロントロビーとツーリストラウンジが設けられ、3階から12階に客室195室、13階に炉辺焼レストラン、14階に展望温浴施設とフィットネスが配されている。

### 商業施設
東急運営の「ミトワみしま」。施設名称の「ミトワ」は「水（み）の都」と「和」「輪」をつなげた造語。
以下に開業時店舗と運営会社を示す。
- タリーズコーヒー（シード）
- ふじのくにさすよ - 地域特産品･食品販売（サスヨ水産）
- NewWork - 会員制サテライトシェアオフィス（東急）
- ワイン食堂VINSENT（セント・リングス）
- 日本料理 寿司・うなぎ処京丸（京丸うなぎ）

## 建設までの経緯
「三島駅南口西街区再開発事業」後に「三島駅南口広域観光交流拠点整備事業」として開発が進められた。
当該敷地は1997年度（平成9年度）に日本国有鉄道清算事業団から再開発事業用地として三島市土地開発公社が取得していたが、周辺民有地を含めた再開発計画が定まらず、長年に渡り駐車場・駐輪場として利用されていた。2011年に「三島駅周辺グランドデザイン」を策定、2012年度（平成24年度）には再開発推進協議会を設立し事業計画の検討を行ったが、権利者全員の合意が得られずに計画の白紙化、協議会の解散となった。
2016年5月に公社所有地の単独利用、土地を売却しての民間開発へと事業手法の転換を発表。同年8月から公募を行い、最終的に単独応募となった、東急電鉄（当時）と東急ホテルズが同年12月に事業者として選定された。